# On ne meurt qu'une fois
Pour plus de détails, voir Fiche technique et Distribution.
On ne meurt qu'une fois (Si muore solo una volta) est un film d'espionnage hispano-italien sorti en 1967 et réalisé par Giancarlo Romitelli.

## Synopsis
Entre Beyrouth et Malte, Mike Gold enquête sur un trafic international. Il est aidé de trois femmes, Sylvia, Ingrid et Jane ; mais l'une d'entre elles pourrait bien avoir double-jeu.

## Fiche technique
- Titre français : On ne meurt qu'une fois[1]
- Titre original italien : Si muore solo una volta
- Titre espagnol : Solo se muere una vez
- Réalisation : Giancarlo Romitelli (sous le pseudo de Don Reynolds)
- Scénario : Augusto Caminito, José Luis Dibildos, Joaquín Romero Hernández, Don Reynolds, Renato Savino
- Photographie : Carlo Carlini, Aldo Greci, Julio Ortas
- Montage : Magdalena Pulido
- Musique : Carlo Savina
- Décors : Jaime Pérez Cubero
- Costumes : Berenice Sparano
- Maquillage : Sergio Angeloni, Enrico Terenzio
- Production : Giancarlo Romitelli
- Sociétés de production : ASA Cinematografica, Centauro Films
- Société de distribution en Italie : Italcid
- Pays de production :  Italie et  Espagne
- Langue originale : italien
- Durée : 77 minutes
- Format : Couleurs - 2,35:1 - Son mono - 35 mm
- Genre : film d'espionnage
- Dates de sortie : 
  - Italie : 1er mai 1967
  - France : 28 juin 1972[1]

## Distribution
- Ray Danton : Mike Gold
- Pamela Tudor : Ingrid
- Silvia Solar : Jane
- Marco Guglielmi : John Malsky
- Julio Peña : Ackerman
- Dada Gallotti : Silvia
- Francesca Rosano : Alina
- Fernando Cebrián : Manuel
- Mirella Pamphili : Eva
- Rossella Bergamonti : Gloria
- Daniele Dentice : Winston
- Gilberto Galimberti : Ruby
- Mario Landoni : Archeopoulos
- Don Reynolds : Rabat
- Mario Sabatelli : Kemal
- Mario Brega : Galante (non crédité)